# Eta Lupi
Eta Lupi (η Lup / HD 143118 / HR 5948) es un sistema estelar de magnitud aparente +3,41 en la constelación de Lupus, el lobo.
Se encuentra a 441 años luz del sistema solar y, al igual que otras estrellas de la constelación como α Lupi o γ Lupi, es miembro de la subasociación «Centaurus Superior-Lupus» o UCL, que a su vez forma parte de la gran asociación Scorpius-Centaurus.
La estrella principal del sistema, Eta Lupi A, aparece catalogada como subgigante azul de tipo espectral B2.5IV en la base de datos SIMBAD, pero recientes estudios sostienen que aún no ha abandonado la secuencia principal.
Tiene una temperatura efectiva de 21.800 K y una luminosidad —incluyendo una importante cantidad de radiación emitida como luz ultravioleta— 4.570 veces mayor que la del Sol.
Posee un radio 4,7 veces más grande que el radio solar y, como otras estrellas análogas, rota muy deprisa. Su velocidad de rotación proyectada es de 210 km/s, correspondiendo un período de rotación igual o inferior a 1,1 días.
Con una masa estimada de 8,5 masas solares, su edad aproximada es de 28 millones de años, lo que corresponde a sólo un tercio de su estancia dentro de la secuencia principal.
La estrella secundaria, Eta Lupi B, tiene magnitud aparente +7,5 y está separada visualmente 14,4 segundos de arco de su brillante compañera.
A partir de su brillo se sabe que es una estrella blanca de la secuencia principal de tipo A4V. 15 veces más luminosa que el Sol, tiene una masa aproximadamente el doble de la masa solar.
La separación entre ambas estrellas es superior a 1950 UA, lo que implica que su período orbital es de más de 26 000 años.
Una tercera estrella —llamada Eta Lupi D— parece también formar parte del sistema.
A 135 segundos de arco de la estrella principal, ha compartido movimiento con Eta Lupi AB durante un siglo.
Su separación respecto el par interior es de más de 18.000 UA y, de acuerdo a su brillo, parece ser una estrella con una masa parecida a la del Sol.